# Khan Yunis

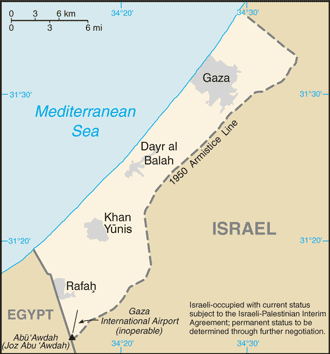
Karta över Gazaremsan med Khan Yunis markerat.

Khan Yunis (arabiska:خان يونس); (bokstavligen Jonas värdshus) är en stad med ett intilliggande flyktingläger i södra delen av Gazaremsan. Enligt den palestinska statistiska centralbyrån hade flyktinglägret och dess omgivning 180 000 invånare år 2006.

## Historia
Flyktinglägret etablerades 1948 och hyste ursprungligen 35 000 flyktingar, främst från byar i Beershebaområdet. area. I mitten av 2002 fanns där 60 662 flyktingar med ättlingar registrerade av UNRWA.

## Khan Yunis och al-Aqsaintifadan
Khan Yunis var den plats där israeliska helikopterattacker ägde rum i augusti 2001 och oktober 2002.
Det är känt som ett starkt fäste för den militanta islamistgruppen Hamas. 
Den norra delen av Khan Yunis har utsikt över Kissufimkorsningen — som tidigare var en av huvudvägarana för israelisk trafik till Gush Katif. Byggnader där har använts som ett värn, av krypskyttar och granatkastare för försvar mot soldater och bosättare.